# Tioga (Metro de Filadelfia)
Tioga  es una estación de ferrocarril en la línea Market–Frankford del Metro de Filadelfia. La estación se encuentra localizada en 3500 Kensington Avenue en Filadelfia, Pensilvania. La estación Tioga fue inaugurada el 16 de mayo de 1977. La Autoridad de Transporte del Sureste de Pensilvania (por sus siglas en inglés SEPTA) es la encargada por el mantenimiento y administración de la estación. 

## Descripción y servicios
La estación Tioga cuenta con 2 plataformas laterales y 2 vías.  La estación cuenta con el servicio de los trenes A operan entre las 7:00 a. m. a 9:00 a. m., y de 4:30 p. m. a 5:30 p. m. desde Frankford Transportation Center y 69th Street Transportation Center.

## Conexiones
La estación es abastecida por las siguientes conexiones: 
- Rutas de autobuses SEPTA: 3 y 89